# Edgar Christopher Cookson
Pour les articles homonymes, voir Cookson.
Edgar Christopher Cookson (13 décembre 1883-28 septembre 1915) est un anglais récipiendaire de la Croix de Victoria pour un acte de bravoure face à l'ennemi à être décerné aux Forces britannique et à celle du Commonwealth.
Cookson est le fils du capitaine W. E. Cookson. À 31 ans, il est Lieutenant commander du HMS Comet sur le fleuve Tigre lorsque, pendant une avancée à Kut-el-Amara en Mésopotamie, il tombe sous le tir des forces ennemis.